# Liste des monuments aux morts du 19e arrondissement de Paris

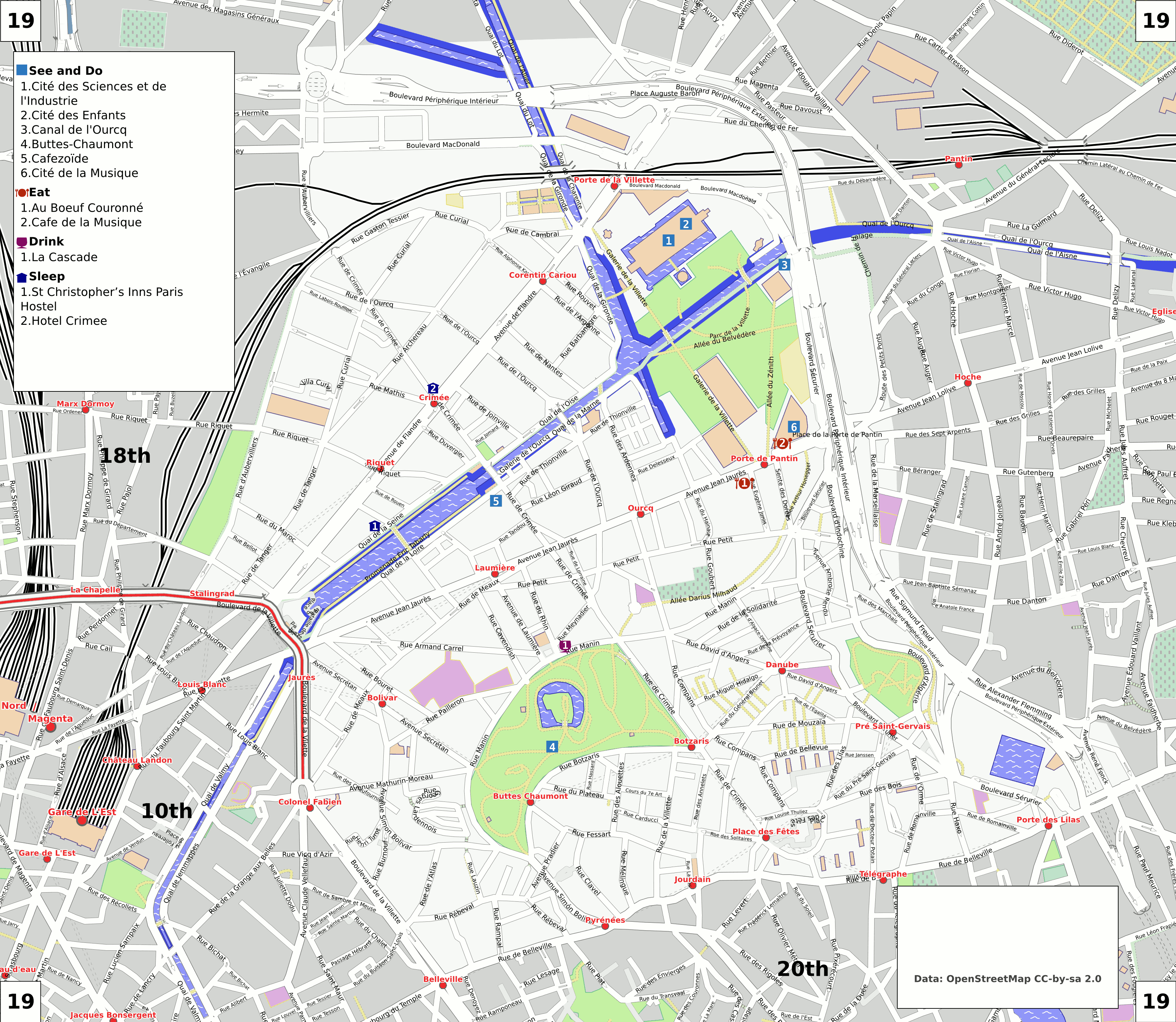
Plan du de Paris.

Cet article recense les monuments aux morts du 19e arrondissement de Paris, en France.

## Liste
- Monument aux morts, mairie du 19e arrondissement